# Permas Jaya Bridge

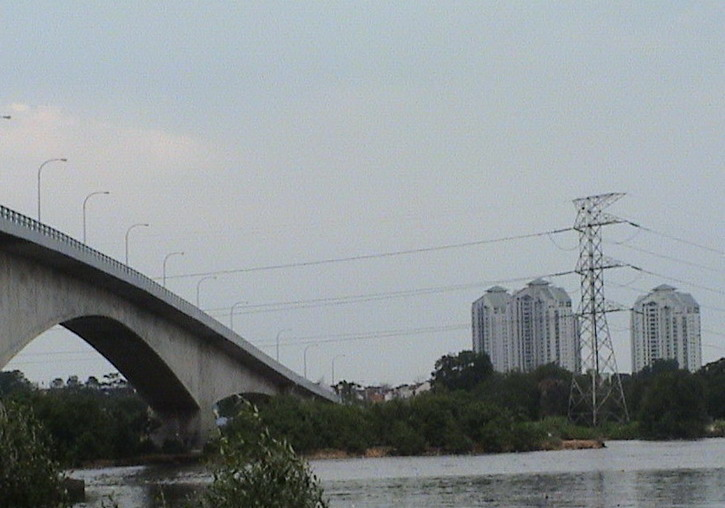
Permas Jaya Bridge

Die Permas Jaya Bridge ist eine Brücke in der Nähe der Stadt Johor Bahru in Malaysia. Die Brücke überquert den Sungai Tebrau und den Sungai Plentong. Sie ist Bestandteil der Jalan Pantai, welche Taman Iskandar im Westen mit Taman permas Jaya im Osten verbindet.
Der Bauantrag zur Konstruktion der Brücke wurde 1992 eingebracht und der Bau bereits 1994 beendet.
Koordinaten: 1° 29′ 45,4″ N, 103° 47′ 52,4″ O